# Colle del Puymorens
Il Colle del Puymorens (in francese Col de Puymorens) è un valico montano dei Pirenei, in territorio francese, situato a 1915 metri di quota, collega la Valle dell'Ariège con la valle del Carol. Costituisce convenzionalmente il limite fra i Pirenei Centrali e i Pirenei Orientali.
Il valico è servito dalla strada nazionale 20 e dalla strada nazionale 320. In realtà il valico vero e proprio è attraversato dalla strada nazionale 320, mentre la strada nazionale 20, dal 1994, attraversa i Pirenei tramite il tunnel del Puymorens. Il valico fa parte della strada europea E09 che collega Orléans (Francia) con Barcellona (Spagna).
Sotto il Puymorens esiste anche un tunnel ferroviario, costruito nel 1929, che fa parte della linea Tolosa - Puigcerdà - Barcellona.
Per le sue caratteristiche stradali e di ascensione il Colle del Puymorens è stato inserite numerose volte nel Tour de France. La prima volta fu inserito nel Tour del 1913, l'ultima volta in quello del 1993.